# 薩馬拉盧卡國家公園
53°18′N 49°50′E / 53.300°N 49.833°E

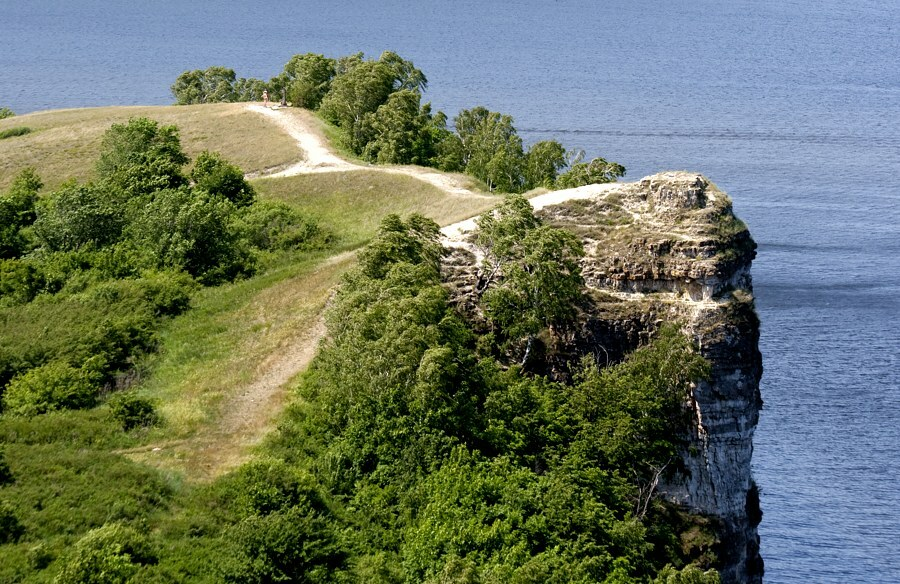

薩馬拉盧卡國家公園是俄羅斯的國家公園，位於該國西南部薩馬拉州，成立於1984年4月28日，面積1,340平方公里，受溫帶大陸性濕潤氣候影響。